# 아브라 (선박)

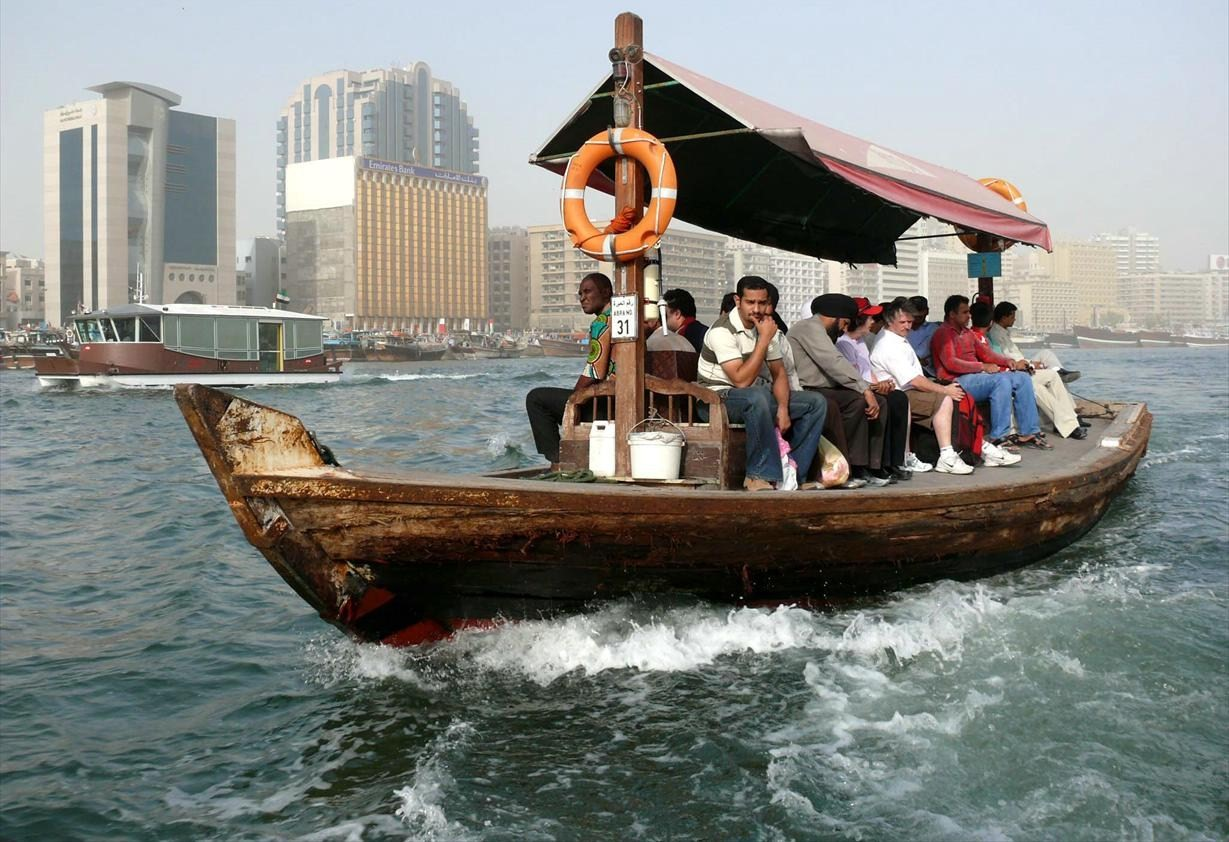
아브라

아브라(아랍어: عبرة)는 아랍에미리트 두바이 두바이 크리크를 가로지르는 선박이다.

## 같이 보기
- 수상 택시